# Amerikaans mosdiertje
Het Amerikaans mosdiertje (Schizobrachiella verrilli) is een mosdiertjessoort uit de familie van de Schizoporellidae. De wetenschappelijke naam van de soort is, als Hippoporina verrilli, voor het eerst geldig gepubliceerd in 1968 door Maturo & Schopf.